# Llista de topònims d'Avinyonet de Puigventós
Llista de topònims (noms propis de lloc) del municipi de Avinyonet de Puigventós, a l'Alt Empordà
Informació actualitzada per un bot. Els canvis manuals es perdran quan s'actualitzi!

## barraca de vinya
| imatge | Nom                                                  | Ubicat a                | instància de     | Detalls                     | coordenades                                                       | Protecció                   | Commons (més fotos)                                | Dades a WD                    |
| ------ | ---------------------------------------------------- | ----------------------- | ---------------- | --------------------------- | ----------------------------------------------------------------- | --------------------------- | -------------------------------------------------- | ----------------------------- |
|        | Barraca de pedra seca a Comaforcada - 18             | Avinyonet de Puigventós | barraca de vinya | Estil: arquitectura popular |                                                                   | bé cultural d'interès local |                                                    | Modifica les dades a Wikidata |
|        | Barraca de pedra seca a Puigventós - 160             | Avinyonet de Puigventós | barraca de vinya | Estil: arquitectura popular |                                                                   | bé cultural d'interès local |                                                    | Modifica les dades a Wikidata |
|        | Barraca de pedra seca a Puigventós - 164             | Avinyonet de Puigventós | barraca de vinya | Estil: arquitectura popular |                                                                   | bé cultural d'interès local |                                                    | Modifica les dades a Wikidata |
|        | Barraca de pedra seca a Puigventós - 170             | Avinyonet de Puigventós | barraca de vinya | Estil: arquitectura popular |                                                                   | bé cultural d'interès local |                                                    | Modifica les dades a Wikidata |
|        | Barraca de pedra seca a Puigventós - 176             | Avinyonet de Puigventós | barraca de vinya | Estil: arquitectura popular |                                                                   | bé cultural d'interès local |                                                    | Modifica les dades a Wikidata |
|        | Barraca de pedra seca a Puigventós - 178             | Avinyonet de Puigventós | barraca de vinya | Estil: arquitectura popular |                                                                   | bé cultural d'interès local |                                                    | Modifica les dades a Wikidata |
|        | Barraca de pedra seca a la Devesa d'en Comellas - 30 | Avinyonet de Puigventós | barraca de vinya | Estil: arquitectura popular |                                                                   | bé cultural d'interès local |                                                    | Modifica les dades a Wikidata |
|        | Barraca de pedra seca a la Devesa d'en Comellas - 31 | Avinyonet de Puigventós | barraca de vinya | Estil: arquitectura popular |                                                                   | bé cultural d'interès local |                                                    | Modifica les dades a Wikidata |
|        | Barraca de pedra seca a la Devesa d'en Comellas - 44 | Avinyonet de Puigventós | barraca de vinya | Estil: arquitectura popular |                                                                   | bé cultural d'interès local |                                                    | Modifica les dades a Wikidata |
|        | Barraca de pedra seca a la Garrigueta - 68           | Avinyonet de Puigventós | barraca de vinya | Estil: arquitectura popular |                                                                   | bé cultural d'interès local |                                                    | Modifica les dades a Wikidata |
|        | Barraca de pedra seca a la Garrigueta - 72           | Avinyonet de Puigventós | barraca de vinya | Estil: arquitectura popular |                                                                   | bé cultural d'interès local |                                                    | Modifica les dades a Wikidata |
|        | Barraca de pedra seca a la Garrigueta - 77           | Avinyonet de Puigventós | barraca de vinya | Estil: arquitectura popular |                                                                   | bé cultural d'interès local |                                                    | Modifica les dades a Wikidata |
|        | Barraca de pedra seca a la Garrigueta - 79           | Avinyonet de Puigventós | barraca de vinya | Estil: arquitectura popular |                                                                   | bé cultural d'interès local |                                                    | Modifica les dades a Wikidata |
|        | Barraca de pedra seca al còrrec de les Costes - 110  | Avinyonet de Puigventós | barraca de vinya | Estil: arquitectura popular |                                                                   | bé cultural d'interès local |                                                    | Modifica les dades a Wikidata |
|        | Barraca de pedra seca al còrrec de les Costes - 115  | Avinyonet de Puigventós | barraca de vinya | Estil: arquitectura popular |                                                                   | bé cultural d'interès local |                                                    | Modifica les dades a Wikidata |
|        | Barraca de pedra seca al còrrec de les Costes - 118  | Avinyonet de Puigventós | barraca de vinya | Estil: arquitectura popular |                                                                   | bé cultural d'interès local |                                                    | Modifica les dades a Wikidata |
|        | Barraca de pedra seca al còrrec de les Costes - 119  | Avinyonet de Puigventós | barraca de vinya | Estil: arquitectura popular |                                                                   | bé cultural d'interès local |                                                    | Modifica les dades a Wikidata |
|        | Barraca de pedra seca al còrrec de les Costes - 150  | Avinyonet de Puigventós | barraca de vinya | Estil: arquitectura popular |                                                                   | bé cultural d'interès local |                                                    | Modifica les dades a Wikidata |
|        | Barraca de pedra seca al pla de Vinyers - 9          | Avinyonet de Puigventós | barraca de vinya | Estil: arquitectura popular |                                                                   | bé cultural d'interès local |                                                    | Modifica les dades a Wikidata |
|        | barraca de pedra seca a la Garrigueta - 73           | Avinyonet de Puigventós | barraca de vinya | Estil: arquitectura popular | 42° 15′ 32″ N, 2° 55′ 15″ E / 42.25876247°N,2.92095173°E          | bé cultural d'interès local | Barraca de pedra seca a la Garrigueta - 73         | Modifica les dades a Wikidata |
|        | barraca de pedra seca al còrrec de les Costes - 66   | Avinyonet de Puigventós | barraca de vinya | Estil: arquitectura popular | 42° 15′ 43″ N, 2° 55′ 08″ E / 42.26191322°N,2.91888662°E          | bé cultural d'interès local | Barraca de pedra seca al còrrec de les Costes - 66 | Modifica les dades a Wikidata |
|        | barraca de pedra seca al pla de Vinyers - 2          | Avinyonet de Puigventós | barraca de vinya | Estil: arquitectura popular | 42° 16′ 44″ N, 2° 53′ 56″ E / 42.27882914°N,2.89897532°E 175 msnm | bé cultural d'interès local | Barraca de pedra seca al pla de Vinyers - 2        | Modifica les dades a Wikidata |

## cabana
| imatge | Nom                   | Ubicat a                | instància de | Detalls | coordenades                                                         | Protecció | Commons (més fotos) | Dades a WD                    |
| ------ | --------------------- | ----------------------- | ------------ | ------- | ------------------------------------------------------------------- | --------- | ------------------- | ----------------------------- |
|        | Coberts d'en Rissec   | Avinyonet de Puigventós | cabana       |         | 42° 15′ 37″ N, 2° 54′ 01″ E / 42.2604125153777°N,2.90027776929087°E |           |                     | Modifica les dades a Wikidata |
|        | cobert d'en Fonso     | Avinyonet de Puigventós | cabana       |         | 42° 15′ 12″ N, 2° 54′ 32″ E / 42.2533138020415°N,2.90896896534521°E |           |                     | Modifica les dades a Wikidata |
|        | cobert d'en Llavanera | Avinyonet de Puigventós | cabana       |         | 42° 15′ 10″ N, 2° 54′ 47″ E / 42.2527044449869°N,2.91292187640215°E |           |                     | Modifica les dades a Wikidata |

## casa
| imatge | Nom                        | Ubicat a                | instància de | Detalls                                 | coordenades                                          | Protecció                                  | Commons (més fotos)                        | Dades a WD                    |
| ------ | -------------------------- | ----------------------- | ------------ | --------------------------------------- | ---------------------------------------------------- | ------------------------------------------ | ------------------------------------------ | ----------------------------- |
|        | Casa de la Volta           | Avinyonet de Puigventós | casa         | Estil: arquitectura popular             | 42° 15′ 07″ N, 2° 54′ 44″ E / 42.251935°N,2.912331°E | bé integrant del patrimoni cultural català | Casa de la Volta (Avinyonet de Puigventós) | Modifica les dades a Wikidata |
|        | Casal al carrer Corriol, 6 | Avinyonet de Puigventós | casa         | Estil: gòtic tardà arquitectura popular | 42° 14′ 59″ N, 2° 54′ 53″ E / 42.2497°N,2.91474°E    | bé integrant del patrimoni cultural català | Casal al carrer Corriol                    | Modifica les dades a Wikidata |

## curs d'aigua
| imatge | Nom    | Ubicat a                                                 | instància de | Detalls                                   | coordenades                                               | Protecció | Commons (més fotos) | Dades a WD                    |
| ------ | ------ | -------------------------------------------------------- | ------------ | ----------------------------------------- | --------------------------------------------------------- | --------- | ------------------- | ----------------------------- |
|        | Manol  | Alt Empordà                                              | curs d'aigua | Desemboca: Muga Llarg: 40km Conca: 150km² | 42° 16′ 29″ N, 3° 01′ 33″ E / 42.2747°N,3.02589°E 48 msnm |           | Manol               | Modifica les dades a Wikidata |
|        | Rissec | Terrades Cistella Llers Vilanant Avinyonet de Puigventós | curs d'aigua | Desemboca: Manol                          | 42° 15′ 35″ N, 2° 54′ 17″ E / 42.25963889°N,2.90477222°E  |           |                     | Modifica les dades a Wikidata |

## entitat singular de població
| imatge | Nom                     | Ubicat a                | instància de                                                                   | Detalls  | coordenades                                                        | Protecció | Commons (més fotos) | Dades a WD                    |
| ------ | ----------------------- | ----------------------- | ------------------------------------------------------------------------------ | -------- | ------------------------------------------------------------------ | --------- | ------------------- | ----------------------------- |
|        | Avinyonet de Puigventós | Avinyonet de Puigventós | entitat singular de població ens local històric de Catalunya capital municipal | 1673 hab | 42° 15′ 00″ N, 2° 54′ 52″ E / 42.249878°N,2.91445°E 70 msnm        |           |                     | Modifica les dades a Wikidata |
|        | Santa Eugènia           | Avinyonet de Puigventós | entitat singular de població                                                   | 13 hab   | 42° 14′ 27″ N, 2° 55′ 01″ E / 42.24075°N,2.9168055555556°E 64 msnm |           |                     | Modifica les dades a Wikidata |
|        | les Trescases           | Avinyonet de Puigventós | entitat singular de població                                                   | 3 hab    | 42° 15′ 31″ N, 2° 55′ 39″ E / 42.258569°N,2.92751°E 101 msnm       |           |                     | Modifica les dades a Wikidata |

## església
| imatge | Nom                          | Ubicat a                | instància de | Detalls                                           | coordenades                                               | Protecció                                  | Commons (més fotos)                      | Dades a WD                    |
| ------ | ---------------------------- | ----------------------- | ------------ | ------------------------------------------------- | --------------------------------------------------------- | ------------------------------------------ | ---------------------------------------- | ----------------------------- |
|        | Antiga església de Sant Joan | Avinyonet de Puigventós | església     | Estil: arquitectura popular                       | 42° 14′ 58″ N, 2° 54′ 53″ E / 42.249375°N,2.914801°E      | bé integrant del patrimoni cultural català | Antiga església de Sant Joan d'Avinyonet | Modifica les dades a Wikidata |
|        | Sant Esteve d'Avinyonet      | Avinyonet de Puigventós | església     | Estil: arquitectura romànica arquitectura barroca | 42° 14′ 59″ N, 2° 54′ 54″ E / 42.2496°N,2.91492°E 71 msnm | bé integrant del patrimoni cultural català | Sant Esteve d'Avinyonet                  | Modifica les dades a Wikidata |
|        | Santa Eugènia d'Avinyonet    | Avinyonet de Puigventós | església     | Estil: arquitectura romànica                      | 42° 14′ 24″ N, 2° 55′ 02″ E / 42.24°N,2.91721°E 64 msnm   | bé cultural d'interès local                | Santa Eugènia d'Avinyonet                | Modifica les dades a Wikidata |

## masia
| imatge | Nom              | Ubicat a                | instància de | Detalls                                         | coordenades                                                                           | Protecció                                  | Commons (més fotos)                      | Dades a WD                    |
| ------ | ---------------- | ----------------------- | ------------ | ----------------------------------------------- | ------------------------------------------------------------------------------------- | ------------------------------------------ | ---------------------------------------- | ----------------------------- |
|        | Can Comelles     | Avinyonet de Puigventós | masia        | Estil: arquitectura popular                     | 42° 15′ 00″ N, 2° 54′ 57″ E / 42.249911111111°N,2.9159138888889°E 64 msnm             | bé integrant del patrimoni cultural català | Can Comellas (Avinyonet de Puigventós)   | Modifica les dades a Wikidata |
|        | Can Corella      | Avinyonet de Puigventós | masia        |                                                 | 42° 15′ 51″ N, 2° 56′ 07″ E / 42.2641030826412°N,2.93515554920239°E                   |                                            |                                          | Modifica les dades a Wikidata |
|        | Can Falguerona   | Avinyonet de Puigventós | masia        | Estil: arquitectura popular                     | 42° 15′ 37″ N, 2° 54′ 20″ E / 42.260238°N,2.905657°E                                  | bé integrant del patrimoni cultural català | Can Falguerona (Avinyonet de Puigventós) | Modifica les dades a Wikidata |
|        | Can Falguers     | Avinyonet de Puigventós | masia        |                                                 | 42° 14′ 40″ N, 2° 54′ 57″ E / 42.2445199386113°N,2.91586647208604°E                   |                                            |                                          | Modifica les dades a Wikidata |
|        | Can Joan Traiter | Avinyonet de Puigventós | masia        |                                                 | 42° 14′ 31″ N, 2° 54′ 55″ E / 42.2420067059972°N,2.91521529012014°E                   |                                            |                                          | Modifica les dades a Wikidata |
|        | Can Terrades     | Avinyonet de Puigventós | masia        |                                                 | 42° 15′ 10″ N, 2° 54′ 41″ E / 42.2528654159033°N,2.91143054602583°E                   |                                            |                                          | Modifica les dades a Wikidata |
|        | Mas Blanc        | Avinyonet de Puigventós | masia        |                                                 | 42° 14′ 56″ N, 2° 55′ 21″ E / 42.248750505877°N,2.9225011299851°E                     |                                            |                                          | Modifica les dades a Wikidata |
|        | Mas Bosc         | Avinyonet de Puigventós | masia        | Estil: arquitectura popular                     | 42° 15′ 32″ N, 2° 55′ 39″ E / 42.259°N,2.92742°E ca:Veïnat de Tres Cases 100 msnm     | bé integrant del patrimoni cultural català | Mas Bosc (Avinyonet de Puigventós)       | Modifica les dades a Wikidata |
|        | Mas Cots         | Avinyonet de Puigventós | masia        |                                                 | 42° 14′ 15″ N, 2° 55′ 19″ E / 42.2376073352285°N,2.92183865373552°E                   |                                            |                                          | Modifica les dades a Wikidata |
|        | Mas Margall      | Avinyonet de Puigventós | masia        | Estil: arquitectura popular                     | 42° 14′ 58″ N, 2° 54′ 36″ E / 42.24952°N,2.909952°E ca:Carrer del Mas Margall 71 msnm | bé integrant del patrimoni cultural català | Mas Margall (Avinyonet de Puigventós)    | Modifica les dades a Wikidata |
|        | Mas Pagell       | Avinyonet de Puigventós | masia        |                                                 | 42° 14′ 40″ N, 2° 54′ 59″ E / 42.2443852786382°N,2.91646059046378°E                   |                                            |                                          | Modifica les dades a Wikidata |
|        | Mas Pou          | Avinyonet de Puigventós | masia        |                                                 | 42° 14′ 31″ N, 2° 54′ 43″ E / 42.2419052177413°N,2.91200343022348°E                   |                                            |                                          | Modifica les dades a Wikidata |
|        | Mas Ribes        | Avinyonet de Puigventós | masia        |                                                 | 42° 14′ 25″ N, 2° 54′ 56″ E / 42.2403228091275°N,2.91559327795556°E                   |                                            |                                          | Modifica les dades a Wikidata |
|        | Mas Rissec       | Avinyonet de Puigventós | masia        | Estil: arquitectura popular                     | 42° 15′ 39″ N, 2° 54′ 10″ E / 42.2607840082147°N,2.90288391990162°E                   | bé integrant del patrimoni cultural català | Mas Rissec                               | Modifica les dades a Wikidata |
|        | Mas Sagols       | Avinyonet de Puigventós | masia        | Estil: arquitectura popular                     | 42° 14′ 26″ N, 2° 54′ 41″ E / 42.240487°N,2.911341°E                                  | bé integrant del patrimoni cultural català | Mas Sagols                               | Modifica les dades a Wikidata |
|        | Mas Salabert     | Avinyonet de Puigventós | masia        |                                                 | 42° 14′ 31″ N, 2° 55′ 04″ E / 42.2419544867983°N,2.91771223417558°E                   |                                            |                                          | Modifica les dades a Wikidata |
|        | Mas Serra        | Avinyonet de Puigventós | masia        | Estil: arquitectura gòtica arquitectura popular | 42° 15′ 29″ N, 2° 55′ 41″ E / 42.258°N,2.92794°E ca:Veïnat de Tres Cases 101 msnm     | bé integrant del patrimoni cultural català | Mas Serra (Avinyonet de Puigventós)      | Modifica les dades a Wikidata |
|        | Mas Vilar        | Avinyonet de Puigventós | masia        | Estil: arquitectura popular                     | 42° 14′ 19″ N, 2° 55′ 09″ E / 42.238588°N,2.919124°E                                  | bé integrant del patrimoni cultural català | Mas Vilar (Avinyonet de Puigventós)      | Modifica les dades a Wikidata |
|        | Mas Virosselles  | Avinyonet de Puigventós | masia        |                                                 | 42° 14′ 23″ N, 2° 55′ 04″ E / 42.2397390811079°N,2.91790903785328°E                   |                                            |                                          | Modifica les dades a Wikidata |
|        | el Mas Petit     | Avinyonet de Puigventós | masia        | Estil: arquitectura popular                     | 42° 14′ 44″ N, 2° 54′ 37″ E / 42.245674°N,2.91023°E                                   | bé integrant del patrimoni cultural català | El Mas Petit                             | Modifica les dades a Wikidata |
|        | la Torre         | Avinyonet de Puigventós | masia        | Estil: arquitectura gòtica arquitectura popular | 42° 14′ 38″ N, 2° 54′ 30″ E / 42.2438°N,2.90827°E                                     | bé integrant del patrimoni cultural català | La Torre (Avinyonet de Puigventós)       | Modifica les dades a Wikidata |

## muntanya
| imatge | Nom            | Ubicat a                | instància de | Detalls | coordenades                                                  | Protecció | Commons (més fotos) | Dades a WD                    |
| ------ | -------------- | ----------------------- | ------------ | ------- | ------------------------------------------------------------ | --------- | ------------------- | ----------------------------- |
|        | Puig Ventós    | Avinyonet de Puigventós | muntanya     |         | 42° 16′ 09″ N, 2° 54′ 37″ E / 42.269242°N,2.91041°E 166 msnm |           |                     | Modifica les dades a Wikidata |
|        | Puig d'en Roca | Avinyonet de Puigventós | muntanya     |         | 42° 16′ 22″ N, 2° 54′ 51″ E / 42.2729°N,2.91422°E 149 msnm   |           |                     | Modifica les dades a Wikidata |

## nucli de població
| imatge | Nom        | Ubicat a                | instància de                                           | Detalls  | coordenades                                                                 | Protecció | Commons (més fotos) | Dades a WD                    |
| ------ | ---------- | ----------------------- | ------------------------------------------------------ | -------- | --------------------------------------------------------------------------- | --------- | ------------------- | ----------------------------- |
|        | el Mas Pau | Avinyonet de Puigventós | nucli de població nucli d'entitat singular de població | 1259 hab | 42° 14′ 19″ N, 2° 54′ 15″ E / 42.2387016240883°N,2.90406919914053°E 74 msnm |           |                     | Modifica les dades a Wikidata |
|        | la Timba   | Avinyonet de Puigventós | nucli de població nucli d'entitat singular de població | 2 hab    | 42° 14′ 36″ N, 2° 54′ 55″ E / 42.243341649925°N,2.9152352102917°E 47 msnm   |           |                     | Modifica les dades a Wikidata |

## Misc
| imatge | Nom                                         | Ubicat a                | instància de        | Detalls                         | coordenades                                                              | Protecció                                            | Commons (més fotos)               | Dades a WD                    |
| ------ | ------------------------------------------- | ----------------------- | ------------------- | ------------------------------- | ------------------------------------------------------------------------ | ---------------------------------------------------- | --------------------------------- | ----------------------------- |
|        | Base de creu de terme                       | Avinyonet de Puigventós | creu de terme       | Estil: arquitectura popular     | 42° 15′ 37″ N, 2° 55′ 31″ E / 42.260203°N,2.925393°E                     | bé integrant del patrimoni cultural català           | Base de creu de terme d'Avinyonet | Modifica les dades a Wikidata |
|        | Castell d'Avinyonet                         | Avinyonet de Puigventós | castell             | Estil: arquitectura romànica    | 42° 14′ 58″ N, 2° 54′ 52″ E / 42.2494°N,2.91454°E ca:Plaça de l'Església | bé d'interès cultural bé cultural d'interès nacional | Castell d'Avinyonet               | Modifica les dades a Wikidata |
|        | Castellot d'Avinyonet                       | Avinyonet de Puigventós | torre de sentinella | Estil: arquitectura popular     | 42° 14′ 52″ N, 2° 54′ 56″ E / 42.2478°N,2.91554°E 66 msnm                | bé integrant del patrimoni cultural català           | Castellot d'Avinyonet             | Modifica les dades a Wikidata |
|        | Estanyols de Mas Margall                    | Avinyonet de Puigventós | zona humida         |                                 | 42° 14′ 56″ N, 2° 54′ 23″ E / 42.249°N,2.9065°E                          |                                                      |                                   | Modifica les dades a Wikidata |
|        | Granja de Mas Ribes                         | Avinyonet de Puigventós | granja              |                                 | 42° 14′ 18″ N, 2° 55′ 01″ E / 42.2382973867539°N,2.91695342264088°E      |                                                      |                                   | Modifica les dades a Wikidata |
|        | Polígon industrial La Timba                 | Avinyonet de Puigventós | polígon industrial  |                                 | 42° 14′ 41″ N, 2° 55′ 29″ E / 42.2448413220939°N,2.92473883737166°E      |                                                      |                                   | Modifica les dades a Wikidata |
|        | Pont d'Avinyonet                            | Avinyonet de Puigventós | pont                | Travessa: Manol Hi passa: N-260 | 42° 14′ 43″ N, 2° 55′ 05″ E / 42.2451790281027°N,2.91812017035857°E      |                                                      |                                   | Modifica les dades a Wikidata |
|        | casa consistorial d'Avinyonet de Puigventós | Avinyonet de Puigventós | casa consistorial   |                                 | 42° 14′ 59″ N, 2° 54′ 40″ E / 42.2498553°N,2.9112224°E                   |                                                      |                                   | Modifica les dades a Wikidata |